# Dipoena keyserlingi
Dipoena keyserlingi är en spindelart som beskrevs av Claude Lévi 1963. Dipoena keyserlingi ingår i släktet Dipoena och familjen klotspindlar. Inga underarter finns listade i Catalogue of Life.